# Emil Blach
Emil Blach (ur. 15 grudnia 1989 r. w Lyngby-Taarbaek) – duński wioślarz.

## Osiągnięcia
- Mistrzostwa Świata – Mediolan 2003 – ósemka – 15. miejsce[1].
- Mistrzostwa Świata – Monachium 2007 – ósemka wagi lekkiej – 4. miejsce[1].
- Mistrzostwa Europy – Montemor-o-Velho 2010 – ósemka wagi lekkiej – 2. miejsce[1].